# أم (فلم 2019)
أم (بالإسبانية: Madre) هو فيلم دراما إسباني - فرنسي من إخراج رودريجو سوروجوين وبطولة مارتا نيتو، جول بورييه، أليكس بريندمول، آن كونسيجني وفريديريك بييرو، الفيلم مبني على فيلم قصير يحمل نفس الاسم. ترشح الفيلم ل 3 جوائز جويا.

## روابط خارجية
- مقالات تستعمل روابط فنية بلا صلة مع ويكي بيانات